# Kundanahalli, Krishnarajpet
Kundanahalli là một làng thuộc tehsil Krishnarajpet, huyện Mandya, bang Karnataka, Ấn Độ.